# X!nk (stripreeks)
X!nk is een vedettestrip gebaseerd op de destijds populaire Vlaamse band X!NK. Na eerder verschenen stripreeksen als De avonturen van K3 en M-Kids kwam ook X!NK de wereld van het beeldverhaal binnen.
De reeks werd getekend door striptekenaar Mario Boon. Deze nam ook de scenario's voor zijn rekening. De serie ging van start in 2004 en stopte in 2006.

## Albums
| Nummer | Titel            | Jaartal (Eerste druk) |
| ------ | ---------------- | --------------------- |
| 1      | X!nk             | November 2004         |
| 2      | No Las Vegas     | Juni 2005             |
| 3      | Gabba Gabba Hey! | November 2005         |
| 4      | London Calling   | Juni 2006             |